# Oskar Reich
Oskar Reich (* 14. Jänner 1914 in Wien; † 5. Juli 1949 im Fort de Montrouge nahe Paris) war ein österreichischer Fußballer, der während des Zweiten Weltkriegs, obwohl selbst Jude, mit den Deutschen kollaborierte und als Kriegsverbrecher 1949 in Paris hingerichtet wurde.

## Karriere
Reich begann seine Karriere 1929 beim SC Metallum Wien, nach zwei Jahren übersiedelte er zu den Wiener Rasensportfreunden. 1932 wechselte er weiter zum Brigittenauer AC, wo er in dem halben Jahr der Vereinszugehörigkeit bereits fünf Erstligaspiele absolviert hatte. Von 1933 bis 1937 war Reich als Berufsfußballer für Hakoah Wien in der Wiener I. Liga, der damals obersten Spielklasse Österreichs, tätig. Reich agierte dabei zumeist als Rechtsverbinder im damals üblichen Spielsystem der schottischen Furche. Nach dem Anschluss Österreichs setzte er sich nach Frankreich ab und betätigte sich zumindest in der Saison 1938/39 für den AS Cannes.

## Kriegsverbrechen
Aus nicht eindeutig geklärten Gründen gelangte Reich an die Position des Leiters der Lagerpolizei im Sammellager Drancy, einem Vorort von Paris. Hans Safrian mutmaßt, Reich hätte „unter dem Druck, selbst nach Auschwitz deportiert zu werden, Handlangerdienste für die SS geleistet“. In dieser Position war er für Tod und Leid von tausenden Mitmenschen mitverantwortlich.
Nach dem Krieg erkannte ihn ein ehemaliger Lagerhäftling auf dem Wiener Helfortplatz während eines Fußballspieles; Reich lebte nach dem Krieg unbehelligt in Wien. Er wurde daraufhin nach Frankreich ausgeliefert und im Zuge des Prozesses gegen Josef Weiszl zum Tode verurteilt, das Urteil wurde am 5. Juli 1949 im Fort de Montrouge nahe Paris vollstreckt.